# Vennův diagram

Vennův diagram zobrazující velká písmena řečtiny, ruštiny a latinky.

Vennův diagram (nazývaný také Eulerův-Vennův diagram) je schematické znázornění všech možných vztahů (sjednocení, průnik, rozdíl, symetrická diference, doplněk) několika (často tří) podmnožin univerzální množiny. Diagramy se používají k výuce základní teorie množin a k ilustraci jednoduchých vztahů množin v pravděpodobnosti, logice, statistice, lingvistice a informatice. Vennův diagram používá k reprezentaci množin jednoduché uzavřené křivky nakreslené v rovině, tyto křivky jsou velmi často kruhy nebo elipsy. Objekty uvnitř křivky představují prvky dané množiny a body vně křivky jsou objekty (prvky), které do množiny nepatří. Obdélník, který většinou ohraničuje diagram se nazývá univerzální množina (univerzum). Diagram představil v roce 1881 anglický profesor John Venn v Symbolické logice, kapitola V: „Schematické znázornění“. Již dříve s podobnými myšlenkami přišli například Christian Weise v roce 1712 (Nucleus logicae Weisianae) a Leonhard Euler (Dopisy německé princezně) v roce 1768.

## Popis

Množina prvků A, množina prvků B

Vennův diagram ukazuje „všechny možné“ logické vztahy mezi konečnou multimnožinu (kolekcí) různých množin. Principem diagramů je zakreslení všech množin tak, aby se v diagramu objevila pole představující všechny možné průniky daných množin. Pro {\displaystyle n} množin získáme {\displaystyle 2^{n}} polí, kde jedno pole vždy představuje průnik doplňků všech {\displaystyle n} množin. Tedy množinu prvků, které nejsou součástí žádné z daných množin.
Tyto diagramy zobrazují prvky množiny jako objekty (body) v rovině. Vennův diagram se skládá z několika překrývajících se uzavřených křivek, obvykle kruhů, z nichž každá představuje množinu. Body uvnitř křivky označené  představují prvky množiny {\displaystyle A}, zatímco body mimo hranici představují prvky, které nejsou v množině {\displaystyle A}. Toto zobrazení je přehlednější při vizuálním zobrazení. Například množina všech prvků, které jsou zároveň členy obou množin {\displaystyle A} a {\displaystyle B}, označená jako {\displaystyle A\cap B} (průnik množin {\displaystyle A} a {\displaystyle B}, je vizuálně znázorněna oblastí překrytí oblastí {\displaystyle A} a {\displaystyle B}. 

## Eulerovy kruhy a Vennův diagram

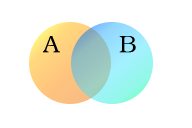
Množiny A (živý tvor se dvěma nohama) a B (živý tvor létající)

Eulerovy diagramy (kruhy) již svojí polohou vyjadřují vztah mezi množinami. Vznikly na základě myšlenek Aristotelova sylogismu: disjunktní množiny jsou zobrazeny disjunktními kruhy a podmnožiny jsou zobrazeny vnořenými kruhy, nemusí nutně ukazovat všechny vztahy mezi množinami. Používají ke znázorňování množin vnitřky kruhů, oválů, obdélníků či trojúhelníků. Například se používají ke znázornění vztahů mezi množinami a určování různých hierarchií.
Vennovy diagramy jsou založeny na odlišné myšlence než Eulerovy kruhy. Byly vytvořeny k řešení problémů matematické logiky. Jejich hlavní myšlenka rozkladu na podmnožiny vznikla na základě algebry logiky. Umožňují zaznamenat libovolný konečný počet množin a zároveň zobrazí všechny přípustné množiny. Na stejném diagramu lze tak modelovat různé situace rozložení prvků.
Na obrázku níže jsou zakresleny Vennovy a Eulerovy diagramy pro 3 sady jednociferných přirozených čísel:
- {\displaystyle A=\{1,\,2,\,5\}}
- {\displaystyle B=\{1,\,6\}}
- {\displaystyle C=\{4,\,7\}}

Eulerovy kruhy
Vennův diagram

## Příklad
Jsou dány dvě množiny, A a B. Žlutý kruh (množina A) představuje všechny typy živých tvorů, kteří mají dvě nohy. Modrý kruh (množina B) představuje živé tvory, které mohou létat. Každý samostatný typ si lze představit jako bod někde uvnitř kruhu. Živí tvorové, kteří mohou létat a mají dvě nohy – například papoušci  –  jsou pak v obou sadách, tak odpovídají bodům v oblasti, kde se překrývají modré a oranžové kruhy. Tato překrývající se oblast by obsahovala pouze ty prvky (v tomto příkladu tvory), které jsou členy jak množiny A (dvounohé bytosti), tak množiny B (létající bytosti).
Lidé a tučňáci jsou ve žlutém kruhu, ale protože nemohou létat, objevují se pouze v levé části žlutého kruhu, tam kde  se nepřekrývá s modrým kruhem. Komáři mohou létat, ale mají šest, ne dvě nohy, takže bod pro komáry je v části modrého kruhu, který se nepřekrývá s oranžovým. Živé bytosti, které nejsou dvounohé a nemohou létat (například velryby a pavouci), by všechny byly reprezentovány body mimo oba kruhy v univerzální množině.
Spojená oblast množin A a B se nazývá sjednocení A a B, označená A ∪ B   Spojení v tomto případě obsahuje všechny živé tvory, které jsou buď dvounohé, nebo mohou létat (nebo obojí).

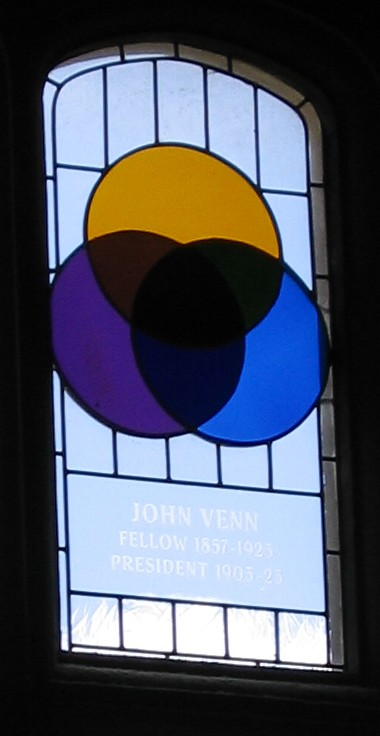
Vitrážové okno s Vennovým diagramem v budově koleje Gonville a Caius v Cambridge

## Dějiny
Ideu logického kalkulu vytvořil německý vědec, filozof a matematik G. W. Leibniz. Až v 19. století s novou strukturou pojmů matematické analýzy, založenou na aritmetických základech, a zároveň s objevem neeuklidovské geometrie se objevily prvky moderní matematické logiky. Svými pracemi ji zformuloval britský matematik a filosof George Boole v letech 1847 až 1854, významnou měrou přispěli také J. G. Frege, B. Russel, D. Hilbert.  Booleovu práci rozšířil a zobecnil německý matematik Ernst Schröder (Vorlesungen über die Algebra der Logik – 1877). Ve svém díle ukázal Booleovu algebru tak, jak je známa. Této problematice se věnoval také anglický logik a matematik John Venn. Diagramy, které jsou spojovány s jeho jménem, byly známy již dříve, Venn je však prozkoumal  komplexně, zformuloval princip jejich použití a byl první, kdo je zobecnil. Matematickou logiku rozpracoval v díle Symbolic Logic (1881) a The Principles of Empirical Logic (1889).
Lewis Carroll (vlastním jménem Charles L. Dodgson) zahrnul „ Vennovu metodu diagramů“ i „Eulerovu metodu kruhů“ v „Příloze adresované učitelům“ své knihy Symbolická logika (4. vydání v roce 1896). Termín „Vennův diagram“ také použil Clarence Irving Lewis v roce 1918 ve své knize Přehled symbolické logiky.
Na památku Venna byly vytvořeny vitráže v okně koleje Gonville and Caius na univerzitě v Cambridgi.  

## Vennův diagram pro vyšší počet množin
Vennůn diagram většinou tvoří dvě nebo tři množiny. Zobrazit jej však lze pro libovolný konečný počet množin. Při vytvoření  Vennova diagramu pro více než 3 množiny, je třeba použít i jiné tvary (resp. části roviny), které jsou tvořeny složitějšími uzavřenými křivkami místo kruhů. Pro vytvoření Vennova diagramu pro libovolný konečný počet množin existují algoritmy. Nevýhodou použití většího počtu množin pomocí Vennova diagramu je jeho menší přehlednost a použitelnost.

Příklady diagramů pro více množin:

Vennův diagram pro čtyři množiny
Vennův diagram pro pět množin
Vennův diagram pro šest množin
Vennův diagram pro čtyři množiny – použity elipsy

## Edwards – Vennovy diagramy
Anthony William Fairbank Edwards zkonstruoval řadu Vennových diagramů pro vyšší počet množin. Například diagram pro 4 množiny podle Edwardse vychází z rozdělení sféry — obdélníky a kruh odpovídají polosférám a čtvrtá část vychází z tvaru, který je podobný švu na tenisovém míčku. 

Diagram pro tři množiny
Diagram pro čtyři množiny
Diagram pro pět množin
Diagram pro šest množin